# Pavlov (district de Pelhřimov)
Pour les articles homonymes, voir Pavlov.
Pavlov (en allemand : Pawlow) est une commune du district de Pelhřimov, dans la région de Vysočina, en République tchèque. Sa population s'élevait à 125 habitants en 2024.

## Géographie
Pavlov se trouve à 4 km au sud-sud-est du centre de Pelhřimov, à 25 km à l'ouest de Jihlava à 97 km au sud-est de Prague.
La commune est limitée par Pelhřimov au nord, par Putimov à l'est, par Rynárec au sud et par Vokov à l'ouest.

## Histoire
La première mention écrite de la localité date de 1377.

## Transports
Par la route, Pavlov se trouve à 5,5 km du centre de Pelhřimov, à 31 km de Jihlava à 122 km de Prague.